# Футбольный марш
«Футбольный марш» — марш, написанный советским композитором Матвеем Блантером в 1938 году. Традиционно звучал на футбольных матчах в СССР. Ныне звучит на матчах первого, второго и третьего дивизионов чемпионата России, а также некоторых других футбольных турниров на территории бывшего СССР. Также иногда звучит на товарищеских и еврокубковых встречах с участием команд из бывшего СССР.
Написан Блантером по просьбе известного спортивного радиокомментатора Вадима Синявского. Первыми мелодию услышали композитор Дмитрий Шостакович и его сын Максим, будущий пианист и дирижёр.
Марш написан в тональности ми-бемоль мажор в двухчастной форме со вступлением. Вступление составлено на материале основной темы и выполняется вибрафоном с отключенным мотором, это мелодия «спортивные позывные», некогда популярная на радио и телевидении. Полная продолжительность композиции — 1 минута.
В СССР обычно исполнялся в двух вариантах: с «позывными» — при выходе футболистов на поле, без «позывных» и с изменённым окончанием — после завершения игры.
В 2009 году с футбольным маршем был связан конфликт между Российской футбольной премьер-лигой и Российским авторским обществом, которое потребовало от футбольной ассоциации за использование «Футбольного марша» 0,2 % от суммы, полученной от продажи билетов на матчи. Внучка и наследница композитора Татьяна Бродская через своего официального представителя подтвердила, что марш был написан в дар футбольному сообществу и, следовательно, его исполнение на матчах РФЛ является бесплатным.

## Цитирование
В своём марше «Маруся» (Кап-кап-кап) из кинофильма «Иван Васильевич меняет профессию» композитор Александр Зацепин сделал вставку из «Футбольного марша».